# Document
Az 1987-es Document a R.E.M. ötödik nagylemeze. Ez volt az első R.E.M.-album, amelynek producere Scott Litt volt. Az album hangzása segített az együttesnek, hogy bekerüljenek a mainstreambe. Ez volt az első platinalemezük, míg a The One I Love volt az első Top 10-es kislemezük a Billboard Hot 100-on.
2003-ban 470. lett a Rolling Stone magazin Minden idők 500 legjobb albuma listáján. Szerepel az 1001 lemez, amit hallanod kell, mielőtt meghalsz című könyvben.

## Az album dalai
| 1. | Finest Workson                                            | Bill Berry, Peter Buck, Mike Mills, Michael Stipe         | 3:48 |
| 2. | Welcome to the Occupation                                 | Berry, Buck, Mills, Stipe                                 | 2:46 |
| 3. | Exhuming McCarthy                                         | Berry, Buck, Mills, Stipe                                 | 3:19 |
| 4. | Disturbance at the Heron House                            | Berry, Buck, Mills, Stipe                                 | 3:32 |
| 5. | Strange                                                   | Bruce Gilbert, Graham Lewis, Colin Newman, Robert Gotobed | 2:31 |
| 6. | It's the End of the World as We Know It (And I Feel Fine) | Berry, Buck, Mills, Stipe                                 | 4:05 |

| 1. | The One I Love       | Berry, Buck, Mills, Stipe | 3:17 |
| 2. | Fireplace            | Berry, Buck, Mills, Stipe | 3:22 |
| 3. | Lightnin' Hopkins    | Berry, Buck, Mills, Stipe | 3:20 |
| 4. | King of Birds        | Berry, Buck, Mills, Stipe | 4:09 |
| 5. | Oddfellows Local 151 | Berry, Buck, Mills, Stipe | 5:21 |

## Közreműködők

### R.E.M.
- Bill Berry – dob, háttérvokál
- Peter Buck – gitár, cimbalom a King of Birds-ön
- Mike Mills – basszusgitár, háttérvokál
- Michael Stipe – ének

### További zenészek
- Steve Berlin – kürt a Fireplace-en
- Carl Marsh – Fairlight CMI szintetizátor a Fireplace-en

### Produkció
- Bill Berry – producer
- Peter Buck – producer
- Steve Catania – hangmérnök
- Tom Der – hangmérnök
- Toni Greene – hangmérnök
- Gary Laney – hangmérnök
- Scott Litt – producer
- Bob Ludwig – mastering
- Jim McKay – fényképek
- Michael Meister – fényképek
- Mike Mills – producer
- Ted Pattison – hangmérnök
- Sandra-Lee Phipps – fényképek
- Ron Scarselli – csomagolás
- Elliot Scheiner – a 2005-ös kiadás keverése
- Todd Scholar – hangmérnök
- Michael Stipe – producer

## Fordítás
Ez a szócikk részben vagy egészben a Document (album) című angol Wikipédia-szócikk ezen változatának fordításán alapul.  Az eredeti cikk szerkesztőit annak laptörténete sorolja fel. Ez a jelzés csupán a megfogalmazás eredetét és a szerzői jogokat jelzi, nem szolgál a cikkben szereplő információk forrásmegjelöléseként.